# Ортотектитова порода
Ортотектитова порода (рос. ортотектитовая порода; англ. orthotectic rock, нім. orthotektitisches Gestein n) – інтрузивна магматична гірська порода, що утворилася з розплаву, який виник за рахунок переплавки більш ранніх магматичних порід. 
Син. – порода регенераційна.